# Toon Diepstraten

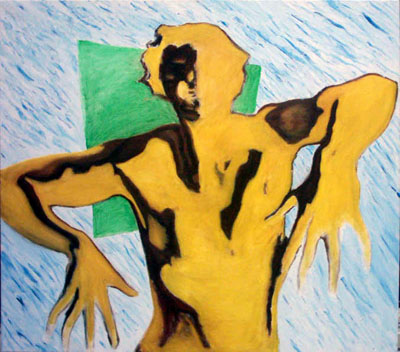
Gele rapper voor een groen vierkant (2003)

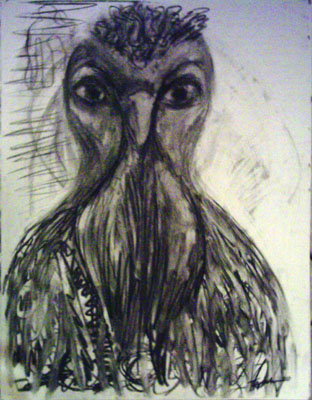
Vogelkop. Dagelijkse houtskooltekening (2004)

Toon Diepstraten (Diessen, 4 mei 1963) is een Nederlands beeldend kunstenaar. Hij studeerde aan de academie van 's-Hertogenbosch en de Academie voor Beeldende Kunsten Sint Joost in Breda.
De werken van Diepstraten zijn gebaseerd op het surrealisme en vallen op door hun veelheid aan kleuren en het geladen, mystieke karakter van zijn figuren.

## Exposities
- 2009 20 dutch artists in Budapest Opera Gallery Boedapest
- 2008 Pallet of Freedom Kiev
- 2007 Chekere Jazz Barcelona
- 2007 Rai-Art Barcelona
- 2007 Casa Antiprohibitionista Barcelona
- 2007 Al Borne del Mar Barcelona
- 2007 Trocha Madrid
- 2006 Valentina Barcelona
- 2006 Artfacades Florence
- 2006 Hall Opening Tilburg
- 2006 Kasteel Nemerlaer Haaren
- 2006 Aguardiente Madrid
- 2006 Frankfurter Buchmesse Frankfurt am Main
- 2006 Visualized Public Conversations Florence
- 2006 Grupo Batik Art Barcelona
- 2006 Parfum des Thes Le Havre
- 2006 'Rinascita della via Vecchie Strade Perdute' Florence
- 2006 Holland Art Fair Den Haag
- 2006 Suburb's Contemporary Art Sarzana
- 2006 ROC Vught
- 2006 Hall of Fame Tilburg
- 2006 Checkeree Expo Barcelona
- 2005 Grupo Batik Art Barcelona
- 2005 ArtGarden Drenthe Dwingeloo
- 2004 Pitstop C3 Tilburg
- 2004 2nd International Art Festival Chania
- 2003 Galerie Donkersvoort
- 2002 Maria Digitalis
- 2001 Stranger than Paranoia, Paradox, Tilburg
  - Time Machine Eindhoven Installatie
  - Facing Faces ‘s-Hertogenbosch Installatie
- 1991 Apeldoorn expositie computergraphics

## Videoprojecten
- 1988 "Time Based Convict", videofilm 30 min.
- 1984 "Ganglion", videofilm 25 min.
- 1984 Video-Project Hilvarenbeek